# زنتیپی ۱۵۶

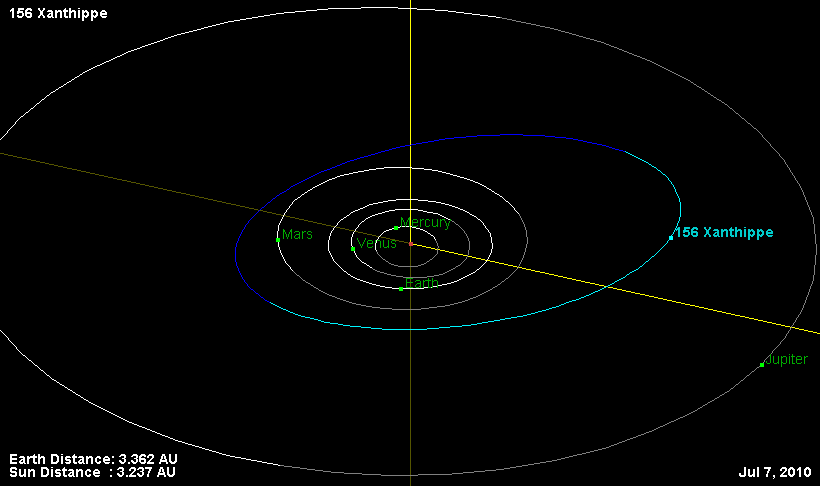
نمایی از محل قرارگیری سیارک زنتیپی ۱۵۶ در مدار – ۲۰۱۰

سیارک ۱۵۶ (به انگلیسی: 156 Xanthippe) صدوپنجاه‌وششمین سیارک کشف شده‌است که در ۲۲ نوامبر ۱۸۷۵ کشف شد.
قدر مطلق سیارک برابر ۸٫۶۴ است.